# T'as qu'à discuter avec les grenouilles
 (août 2022).
T'as qu'à discuter avec les grenouilles est le troisième épisode de la saison 1 de la série télévisée The Walking Dead, classifiée dans le genre des séries télévisées d'horreur post-apocalyptique. L'épisode a d'abord été diffusée sur AMC aux États-Unis le 14 novembre 2010, et a été écrit par Frank Darabont, Charles H. Eglee et Jack LoGiudice et réalisé par Gwyneth Horder-Payton.

## Intrigue
Merle Dixon (Michael Rooker) a du mal à échapper aux menottes après que son groupe l'ait abandonné sur le toit du grand magasin d'Atlanta, jurant de se venger de l'adjoint du shérif Rick Grimes (Andrew Lincoln) pour l'avoir mis là. Il commence à implorer le pardon de Dieu lorsque des rôdeurs commencent à essayer de forcer la porte du toit. Merle commence à essayer désespérément d'atteindre des outils à proximité, criant qu'il ne suppliera plus jamais Dieu.
Ailleurs, Glenn Rhee (Steven Yeun) ramène Rick et les autres membres de son groupe au camp des survivants à l'extérieur d'Atlanta. Rick est bouleversé de retrouver sa femme Lori (Sarah Wayne Callies) et son fils Carl (Chandler Riggs) parmi les survivants, ainsi que son ami et partenaire Shane Walsh (Jon Bernthal). Alors que le groupe est réuni, ils découvrent un marcheur à proximité, qu'ils éliminent rapidement, bien qu'ils craignent que cela puisse être un problème car ils n'avaient pas encore vu de marcheurs près du camp. Le frère de Merle, Daryl Dixon (Norman Reedus) revient de la chasse pour apprendre le sort de Merle et devient furieux contre Rick.
Se sentant coupable d'avoir laissé Merle menotté et voulant récupérer son sac d'armes, Rick organise un groupe de sauvetage, dont Daryl. Pendant que Rick est parti, Lori dit à Shane qu'avec Rick de retour, elle doit mettre fin à sa relation avec Shane, qui devient alors amer. Lorsque Shane voit Ed Peletier (Adam Minarovich) frapper sa femme Carol (Melissa McBride) pour ne pas se concentrer sur la lessive du groupe, il est pris de colère contre Ed et menace de le tuer s'il touche l'une des femmes du groupe à nouveau.
Pendant ce temps, le groupe de Rick revient au grand magasin d'Atlanta et monte sur le toit, trouvant Merle apparemment parti. Cependant, ils trouvent une scie à métaux posée à côté de la main droite coupée de Merle dans des menottes sanglantes suspendues à un tuyau; Daryl entre dans une crise de rage et crie alors que les autres regardent impuissants.

## Production
Cet épisode marque la première apparition de plusieurs personnages notables de la série télévisée et des romans graphiques. Cela inclut le misogyne abusif Ed Peletier, joué par Adam Minarovich, la femme au foyer douce, Carol Peletier, jouée par Melissa McBride, et sa fille, Sophia, jouée par Madison Lintz. Sophia Peletier est apparue pour la première fois dans le volume "Days Gone Bye" en 2003. Maddie Lomax et Noah Lomax ont joué respectivement Eliza et Louis Morales. Ce sont les enfants de Miranda Morales, interprétés par Viviana Chavez Nilsa Castro a joué un technicien de laboratoire CDC. Cela marque également l'apparition d'un personnage de premier plan exclusif à la série télévisée, Daryl Dixon , joué par Norman Reedus, un chasseur et traqueur expert, qui deviendrait un personnage de longue date en raison de sa popularité. 

## Réaction critique
Leonard Pierce de l'AV Club a noté "Tell It to the Frogs" A− sur une échelle de F à A, le qualifiant d '"épisode clé pour donner le ton à la première saison". Il a fait l'éloge de l'épisode, disant qu'il "a fait à peu près tout ce qu'il devait faire. Il a approfondi les personnages, renforcé les relations, énoncé les conflits futurs et donné plus de travail à son casting. Mieux encore, il est revenu à un rythme plus lent et plus réfléchi. du pilote." Eric Goldman d'IGN lui a également donné une critique très positive, évaluant l'épisode 8,5 sur 10. Goldman a qualifié l'épisode de "grand rebond par rapport au deuxième épisode quelque peu terne, offrant une histoire beaucoup plus intense et engageante". 